# Petersfield Town FC
Petersfield Town FC (celým názvem: Petersfield Town Football Club) je anglický fotbalový klub, který sídlí ve městě Petersfield v nemetropolitním hrabství Hampshire. Založen byl v roce 1993 po krachu původního Petersfield United FC. Od sezóny 2018/19 hraje v Wessex Football League Division One (10. nejvyšší soutěž). Klubové barvy jsou červená a černá.
Své domácí zápasy odehrává na The Love Lane Stadium s kapacitou 3 000 diváků.

## Úspěchy v domácích pohárech
Zdroj: 
- FA Cup
  - 3. předkolo: 2015/16
- FA Trophy
  - Preliminary Round: 2015/16
- FA Vase
  - 2. kolo: 1994/95

## Umístění v jednotlivých sezonách
Stručný přehled
Zdroj: 
- 1993–1997: Wessex Football League
- 1997–1998: Hampshire League (Division One)
- 1998–1999: Hampshire League (Division Two)
- 1999–2004: Hampshire League (Premier Division)
- 2004–2006: Wessex Football League (Division Two)
- 2006–2014: Wessex Football League (Division One)
- 2014–2015: Wessex Football League (Premier Division)
- 2015–2017: Southern Football League (Division One Central)
- 2017–2018: Wessex Football League (Premier Division)
- 2018– : Wessex Football League (Division One)

Jednotlivé ročníky
Zdroj: 
Legenda: Z – zápasy, V – výhry, R – remízy, P – porážky, VG – vstřelené góly, OG – obdržené góly, +/- – rozdíl skóre, B – body, červené podbarvení – sestup, zelené podbarvení – postup, fialové podbarvení – reorganizace, změna skupiny či soutěže
| Sezóny  | Liga                                            | Úroveň | Z  | V  | R | P  | VG  | OG  | +/-  | B  | Pozice |
| ------- | ----------------------------------------------- | ------ | -- | -- | - | -- | --- | --- | ---- | -- | ------ |
| 2009/10 | Wessex Football League (Division One)           | 10     | 40 | 20 | 6 | 14 | 88  | 74  | +14  | 66 | 8.     |
| 2010/11 | Wessex Football League (Division One)           | 10     | 36 | 12 | 9 | 15 | 68  | 73  | -5   | 45 | 11.    |
| 2011/12 | Wessex Football League (Division One)           | 10     | 34 | 12 | 3 | 19 | 67  | 74  | -7   | 39 | 12.    |
| 2012/13 | Wessex Football League (Division One)           | 10     | 30 | 16 | 5 | 9  | 76  | 46  | +30  | 53 | 6.     |
| 2013/14 | Wessex Football League (Division One)           | 10     | 30 | 23 | 5 | 2  | 118 | 36  | +82  | 74 | 1.     |
| 2014/15 | Wessex Football League (Premier Division)       | 9      | 40 | 29 | 9 | 2  | 118 | 42  | +76  | 96 | 1.     |
| 2015/16 | Southern Football League (Division One Central) | 8      | 42 | 16 | 7 | 19 | 71  | 80  | -9   | 55 | 13.    |
| 2016/17 | Southern Football League (Division One Central) | 8      | 42 | 2  | 3 | 37 | 32  | 127 | -95  | 9  | 22.    |
| 2017/18 | Wessex Football League (Premier Division)       | 9      | 42 | 4  | 4 | 34 | 39  | 170 | -131 | 16 | 22.    |
| 2018/19 | Wessex Football League (Division One)           | 10     | 34 |    |   |    |     |     |      |    |        |